# Eriopus lucidus
Eriopus lucidus là một loài Rêu trong họ Hookeriaceae. Loài này được Thwaites & Mitt. mô tả khoa học đầu tiên năm 1873.